# Fedora (system repozytoriów)
FEDORA (Flexible Extensible Digital Object Repository Architecture) – darmowe i otwarte oprogramowanie, dostarczające narzędzia i interfejsy do tworzenia i zarządzania cyfrowym repozytorium (np. cyfrowa biblioteka, archiwum itp.).

## Historia
Została zaprojektowana w 1997 roku na Cornell University. Jej twórcami są: Sandra Payette, Carl Lagoze i Naomi Dushay. Obecnie jej rozwój koordynują Sandra Payette oraz Thornton Staples z University of Virginia, a współtwórcami są ludzie z całego świata.

## Właściwości
System Fedora odpowiada za dostarczenie warstwy służącej do zarządzania obiektami cyfrowymi (digital objects). Zarządzanie to opiera się na modelu treściowym, w którym każdy obiekt stanowi powiązanie między strumieniem danych (np. pliki XML, zdjęcia cyfrowe itp.), metadanymi tego strumienia, metadanymi systemowymi (np. PID – persistent identifier – unikatowy identyfikator dla repozytorium) oraz zachowaniami związanymi z propagatorami (ang. disseminators, procesy które mogą używać strumienia danych). W modelu treściowym każdy obiekt może zatem być uważany za „kontener”, do którego są wrzucane różne informacje na jeden, określony temat, pochodzące z różnych źródeł.
Fedora oferuje dwa rodzaje dostępu do obiektów:
- klient zarządzający (management client) do tworzenia, zarządzania i eksportu obiektów,
- API umożliwiające dostęp poprzez protokół HTTP lub SOAP.

Oprogramowanie Fedora jest udostępniane bezpłatnie na licencji Apache.